# 기초대사율
기초대사율(基礎代謝率, 영어: basal metabolic rate, BMR) 또는 휴식대사율(休息代謝率) 혹은 이와 더 밀접하게 관계되는 안정시대사율(安靜時代謝率, 영어: resting metabolic rate, RMR)은 날마다 사람과 다른 짐승들이 휴식 시기에 들이는 에너지의 양이다. 여기서 휴식이란 흡수 상태 (식사) 이후 중립적으로 온화한 환경으로 정의된다. 식물의 경우 다른 고려 사항들을 적용한다.

## 생리학

### BMR 계산식
몇 가지 예측 공식들이 존재한다. 역사적으로 가장 저명한 것으로는 1919년에 만들어진 해리스 베네딕트 공식이다.
원래의 해리스 베네딕트 공식
- 남성: {\displaystyle P=\left({\frac {13.7516m}{1~{\mbox{kg}}}}+{\frac {5.0033h}{1~{\mbox{cm}}}}-{\frac {6.7550a}{1~{\mbox{year}}}}+66.4730\right){\frac {\mbox{kcal}}{\mbox{day}}}}
- 여성: {\displaystyle P=\left({\frac {9.5634m}{1~{\mbox{kg}}}}+{\frac {1.8496h}{1~{\mbox{cm}}}}-{\frac {4.6756a}{1~{\mbox{year}}}}+655.0955\right){\frac {\mbox{kcal}}{\mbox{day}}}}

여기서 P는 완전한 휴식 상태에서의 총 열 생산량, m은 무게, h는 키, a는 나이이며 남녀 간 BMR 차는 몸무게에 따른 차이가 주가 된다.
1984년 원래의 해리스 베네딕트 공식은 새로운 자료를 사용하면서 개정되었다. 실질적인 소요와 비교하여 개정된 공식은 더 정확하다는 것이 입증되었다.
개정된 해리스 베네딕트 공식
- 남성: {\displaystyle P=\left({\frac {13.397m}{1~{\mbox{kg}}}}+{\frac {4.799h}{1~{\mbox{cm}}}}-{\frac {5.677a}{1~{\mbox{year}}}}+88.362\right){\frac {\mbox{kcal}}{\mbox{day}}}}
- 여성: {\displaystyle P=\left({\frac {9.247m}{1~{\mbox{kg}}}}+{\frac {3.098h}{1~{\mbox{cm}}}}-{\frac {4.330a}{1~{\mbox{year}}}}+447.593\right){\frac {\mbox{kcal}}{\mbox{day}}}}

미플린이 공식을 선보인 전 1990년까지는 최고의 예측 공식이었다.:
미플린 세인트 지어 공식
- {\displaystyle P=\left({\frac {10.0m}{1~{\mbox{kg}}}}+{\frac {6.25h}{1~{\mbox{cm}}}}-{\frac {5.0a}{1~{\mbox{year}}}}+s\right){\frac {\mbox{kcal}}{\mbox{day}}}}, 여기서 s는 남성의 경우 +5, 여성의 경우−161

캐치 맥아들(The Katch-McArdle) 공식 (BMR)
- {\displaystyle P=370+\left({21.6\cdot LBM}\right)}, 여기서 LBM은 지방제외체중(실질 체중), 단위는 kg.

커닝햄(Cunningham) 공식 (RMR)
- {\displaystyle P=500+\left({22\cdot LBM}\right)}, 여기서 LBM은 지방제외체중(실질 체중), 단위는 kg.

## 참조
1. ↑  Harris J, Benedict F (1918). “A Biometric Study of Human Basal Metabolism”. 《PNAS》 4 (12): 370–3. Bibcode:1918PNAS....4..370H. doi:10.1073/pnas.4.12.370. PMC 1091498. PMID 16576330.
2. ↑  Roza, Allan M; Shizgal, Harry M (1984). “The Harris Benedict equation reevaluated: resting energy requirements and the body cell mass”. 《The American Journal of Clinical Nutrition》 40: 168–182.
3. ↑  Müller, B; Merk, S; Bürgi, U; Diem, P (2001). “Calculating the basal metabolic rate and severe and morbid obesity”. 《Praxis (Bern 1994)》 90 (45): 1955–63.
4. ↑  Mifflin, MD; St Jeor, ST; Hill, LA; Scott, BJ; Daugherty, SA; Koh, YO (1990). “A new predictive equation for resting energy expenditure in healthy individuals”. 《The American journal of clinical nutrition》 51 (2): 241–7. PMID 2305711.
5. ↑  Venuto, Tom (2003). 《Burn the Fat, Feed the Muscle》. ISBN 0-9724132-0-0.[쪽 번호 필요]

## 같이 보기
- 대사체학
- 대사회로
- 물질대사
- 세포대사
- 지질대사
- 대사물질
- 대사 증후군(메터볼릭 신드롬)
- 만성 피로 증후군(CFS)
- 기능성 식품
- 음식 에너지